# 血小板
血小板（英語：platelet）又称凝血细胞、血栓細胞，是从骨髓巨核细胞脱落下来的胞质小块，并非严格意义上的细胞。血小板没有细胞核，有细胞器，呈双凸扁盘状，受刺激时伸出小突起，呈不规则形，在止血和凝血过程中起重要作用。
英语 thrombocyte 的词根 thrombo- 和 -cyte，源於古希臘語 θρόμβος（thrómbos，lump，块) 及  κύτος（kútos，vessel，容器)。血小板為血液的一個組成部分，可與凝血因子一起，藉由結塊作用，對血管受傷而出血的部位進行反應，進而形成凝塊。血小板沒有細胞核：它們是細胞質的一部份，分離自骨髓當中的巨核細胞，然後進入循環系統。在循環系統中未活化的血小板，為雙凸盤狀（透鏡狀）結構:117–18，最大的血小板直徑約為2-3微米。血小板只有在哺乳動物當中發現，其他動物（如鳥類、兩棲類）循環系統中的血栓細胞則為完整無缺的單核細胞:3。
在染色過的血塗片中，血小板會呈現出暗紫色的斑點，直徑約為紅血球的20%。血塗片主要用於檢驗血小板的大小、形狀、數量以及凝結能力。一般來說，健康成人的血小板與紅血球的比率為1比10至1比20。
血小板的主要功能，對於止血而言具有貢獻，具體而言就是在血管內皮被截斷的部位執行止血的功能。血小板會聚集在內皮被截斷的部位；除非該部位實際上非常大，它們就會堵住其洞口。首先，血小板會緊貼被截斷內皮的外側，稱為「黏附」。其次，血小板會改變形狀，開啟受體並分泌化學傳訊者，稱為「活化」。第三，血小板會透過受體互相橋接，稱為「聚合」。血小板栓子的形成（主要止血作用）與凝血因子的活化，以及纖維蛋白的產生、沉積與連結（次要止血作用）有關。這些過程可能會有所重疊，可能會形成大多數血小板栓子，或是由大多數纖維蛋白凝塊組成的「白色凝塊」，也可能是更多典型混合物所組成的「紅色凝塊」。上述作用最後產生的結果就稱為「凝塊」。部分論述會將隨後的凝塊收縮以及血小板抑制作用作為止血的第4與第5步驟，還有部分論述則是將傷口修復作為第6步驟。
血小板濃度過低被稱為血小板低下症，起因於血小板產生的數量下降，或是血小板被破壞的數量上升。血小板濃度過高，則被稱為血小板增多症，起因可能為先天性、反應性（如細胞激素）或不正常增生（如骨髓增殖性疾病或其他特定的骨髓腫瘤等）。血小板功能相關的疾病還有血小板數目不正常病（thrombocytopathy）。
正常的血小板可能會因非出血的血管內壁異常而產生反應，導致血小板的異常黏附以及引發血栓形成，也就是在完好的血管內部形成凝塊。這種類型的血栓起因於非正常凝聚的機制所引發，也就是會從靜脈栓塞當中的纖維蛋白凝塊開始延展；如果是從不穩定且破裂的動脈斑塊開始延展，會導致動脈血栓（Arterial thrombosis）形成；此外還有微循環的血栓。動脈血栓可能會部分阻斷血流，導致下游血管缺血；或者，如果動脈血栓完全阻斷血流，就會導致下游的組織壞死。

## 产生
血小板是由骨髓中成熟的巨核细胞的细胞质脱落而成的，每个巨核细胞可产生2000～7000个血小板。一个健康人每天生成血小板约1200亿个。根据《自然》杂志Mark R. Looney教授团队通过小鼠实验证实，肺是血小板生成的主要器官，有超过 50% 的血小板都是在肺里生成的。

## 分布
血小板平均分布在血液中，循环血液中的血小板一般处于静止状态，当血管破裂时会大量聚集。正常人血液中的血小板浓度为150～450×109／L。

## 清除
血小板的半衰期为7～9天，主要在单核吞噬细胞（如：脾）中清除。

## 结构
一般情况下血小板呈双凸盘状，受到刺激后会伸出足突，不规则状。直径约2～4μm，厚0.2～1.5μm，平均体积7μm3。血小板没有细胞核，细胞质呈淡蓝色，并含有黃色的颗粒。
细胞质的周边部分称透明区（hyalomere），有十几层与细胞膜平行的环状排列的微管。靠近细胞膜处还有微丝（肌动蛋白）和肌球蛋白，它们负责保持和改变血小板的外形。
细胞质的中央部分称颗粒区（chromomere），有血小板颗粒、小管系、线粒体、核糖体、过氧化物酶体和溶酶体等。血小板颗粒有两种，一种是特殊颗粒（又名ɑ颗粒），体积较大，含有凝血因子3等；另一种是致密颗粒，含有5-羟色胺、ADP、ATP、钙离子、肾上腺素等。小管系也有两种，一种是开放小管，开口于细胞膜，可与血浆进行物质交换；另一种是致密小管，分布于细胞质的周边，不与细胞膜相通，能收集钙离子和合成前列腺素。
细胞膜含有丰富的磷脂，为凝血过程提供反应界面；细胞膜上的糖蛋白能介导血小板黏附，并常常吸附大量的与凝血、纤溶系统有关的分子。

## 生理功能
包括黏附、聚集、释放等。这些功能是在血小板激活后几乎同时出现的。

### 黏附
黏附（adhesion）指的是血小板与非血小板表面的黏着。参与此过程的物质主要有：
- 血小板成分：主要是细胞膜上的糖蛋白。
- 血浆成分：主要是VWF。
- 内皮下成分：主要是胶原。

黏附的机制：血管壁受损后，血管内皮细胞下的胶原暴露于血液，vWF立即与胶原结合，并导致vWF变构，随后，变构的vWF与血小板细胞膜上的糖蛋白(GpIb)结合，使得血小板黏附于受损的血管；与此同时，血小板内钙离子浓度升高，cAMP浓度降低，进而出现细胞骨架重组，引起血小板变形并增加黏性。蛋白激酶C抑制剂可抑制这个过程。

### 聚集

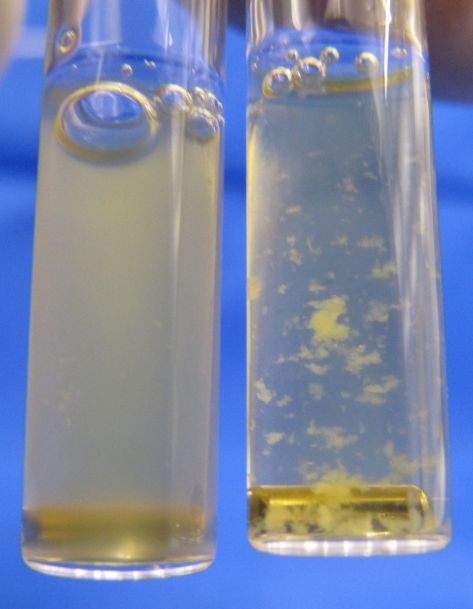
ADP诱发血小板聚集。左侧试管为富含血小板的血浆，呈均匀浑浊状。加入ADP后出现悬浮物，如右侧试管所见，这是因为血小板聚集在一起。

聚集（aggregation）指的是血小板彼此的黏着，通常分两个时相。第一聚集相也叫可逆聚集相；第二聚集相也叫不可逆聚集相。引起血小板聚集的物质叫致聚剂，也叫诱导剂。病理性致聚剂包括病毒、细菌、免疫复合物、药物等。生理性致聚剂包括：
- ADP：最重要的生理性致聚剂，尤其是血小板释放出的内源性ADP。低浓度的ADP只引发可逆聚集相，血小板迅速聚集而又迅速解聚。在血小板悬液中加入中等剂量的ADP后，血小板迅速聚集，然后解聚；在引发可逆聚集相过后不久，血小板再次聚集，此后不再解聚，这个不可逆聚集相据认为是血小板释放内源性ADP所致。高浓度的ADP直接引发不可逆聚集相。如果将血小板悬浮于不含葡萄糖的液体数小时，或者加入抑制ATP代谢的药物，或者加入钙螯合剂，则可抑制ADP引发的聚集反应。ADP无法诱导洗净的血小板（去除了纤维蛋白原）出现聚集。可见，ADP引发的聚集反应是消耗能量的，具有剂量依赖性，且需要钙离子、纤维蛋白原的参与。
- 血栓烷A2(Thromboxane A2)
- 胶原：血小板接触胶原后，经历一个延缓期后直接进入不可逆聚集相。这可能是因为胶原在诱导聚集反应的同时，也触发血小板释放ADP、血栓烷A2等。
- 凝血酶：具有和ADP相似的剂量依赖性；不同的是凝血酶诱导的聚集反应不需要纤维蛋白原的参与。

### 释放
释放：血小板受到刺激后，将贮存在血小板颗粒等细胞器内的物质排出的现象。血小板释放可能与血小板内钙离子浓度改变、肌动蛋白、肌球蛋白及细胞骨架等有关。释放出的物质包括ADP、血栓烷A2等，可进一步促进新一轮的血小板激活，引起正反馈；亦可促进止血过程中的血管收缩和凝血；也能激活抗凝和纤溶机制限制血栓的过度发展。

## 血小板在医学上的意义

### 血小板缺乏症
血液中的血小板浓度过低是相当危险的。

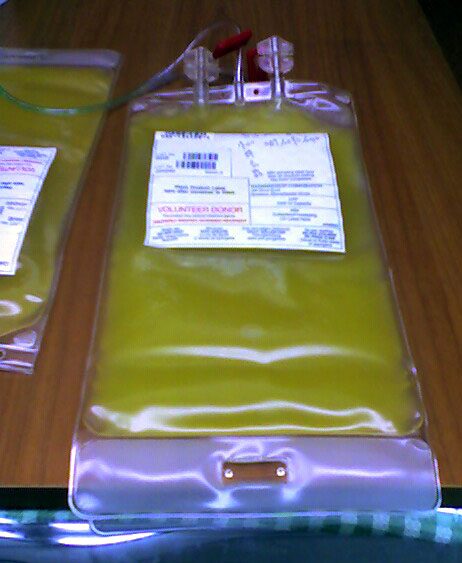
已经采集好的血小板悬液

一般来说，血小板浓度为80～100×109/L时，伤口的止血速度会变慢；血小板浓度为50～80×109/L时，伤口的止血速度会更慢，甚至会出现自发性出血，比如皮下，黏膜出血，月经增多等。
血小板浓度低于50×109/L时，会频繁的出现明显的自发性出血，最常见的就是皮下紫癜。
血小板浓度低于20×109/L时，病人就会变得极其危险，受到外伤或是突如其来的颅内出血、消化道大出血等會严重威胁到病人的生命。

### 机采血小板

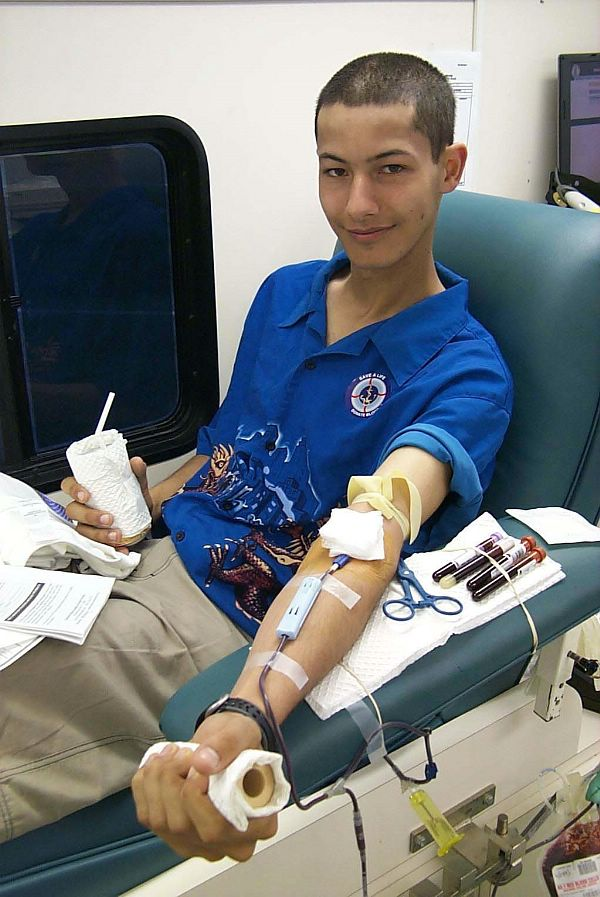
采集过程

为了治疗血小板浓度过低或者大出血的病人，以及帮助病人术后平稳快速恢复，特别对是化疗后的肿瘤病人，医生一般会为他们输送血小板。
经过提炼采集的血小板或造血干细胞又称成分血。
采集成分血与采集全血的流程基本相同。通过相联接的经过消毒、一次性使用的管道流入血液分离机，分离出所需要的血小板，并将其它血液成分还输给献血者。采集一单位的血小板约需一个小时。
在人类医疗史上，从输全血到输成份血是一了不起的的变革。成份血的使用量占全部用血总量的比率（成份血应用率）是衡量一个国家或地区医疗水平的标准之一，在发达国家，成分血（主要是血小板）得到了广泛充分的应用，挽救了大量人的生命。
由于血小板极高的医疗价值和对捐献者的伤害几乎可以忽略，各国都制定各种奖励政策来鼓励人们捐献血小板，例如中国大陆，每捐献一单位的血小板就相当于捐献200mL的全血。